# Lokomotivbau Karl Marx Babelsberg

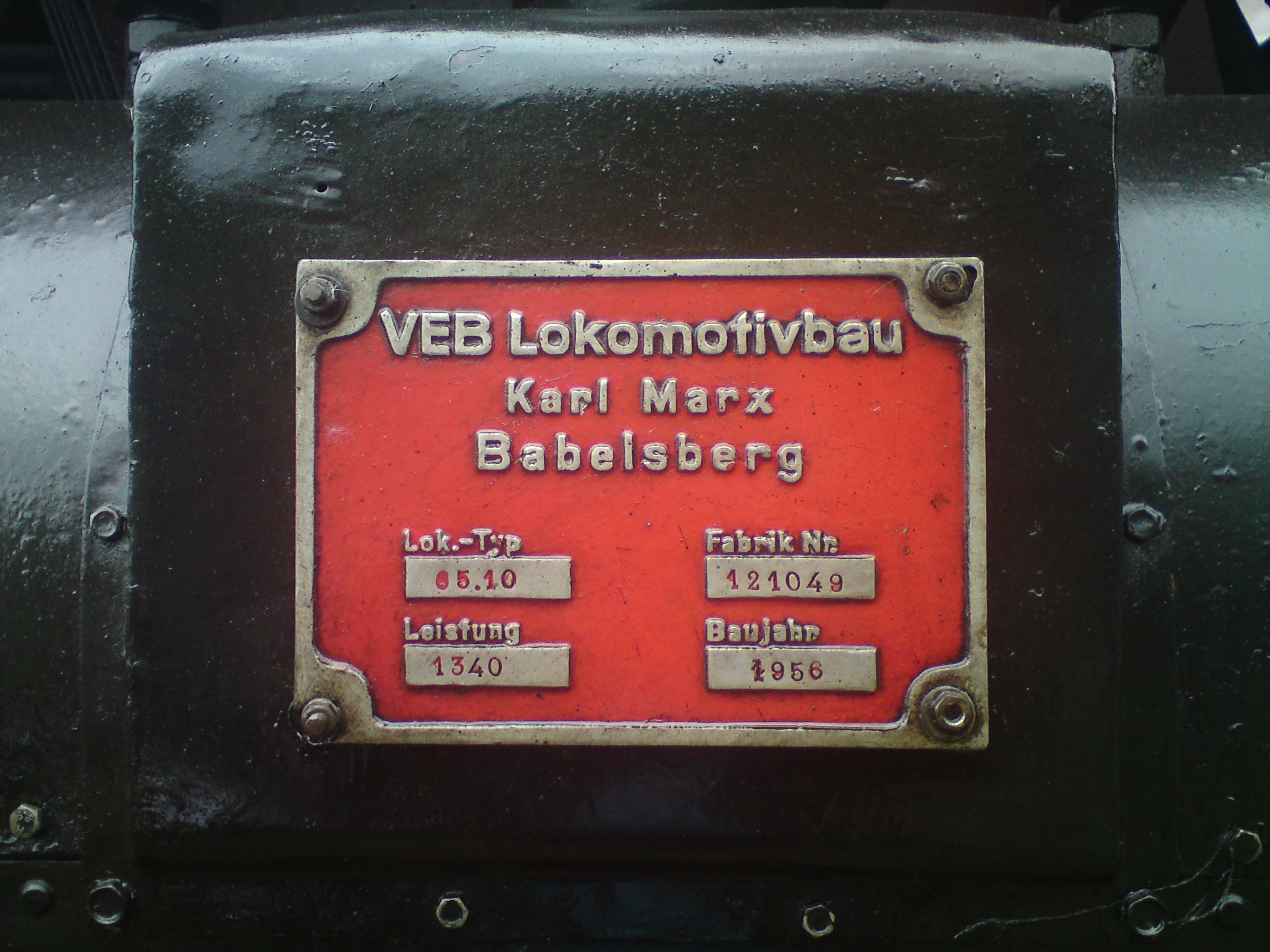
Fabrieksschild op stoomlocomotief 65 1049

Lokomotivbau Karl Marx Babelsberg was een leverancier van spoorwegmaterieel in de DDR. In 1948, ten tijde van de Sovjet-bezetting, werden de Orenstein & Koppel fabrieken genationaliseerd en als Lokomotivbau "Karl Marx" Babelsberg ondergebracht in de Vereinigung Volkseigener Betriebe des Lokomotiv- und Waggonbaus. Het bedrijf werd geëxploiteerd als Volkseigener Betrieb. Vanaf 1947 leverde het bedrijf stoomlocomotieven als herstelbetaling aan de Sovjet-Unie. Tot 1960 bleef de fabriek stoomlocomotieven uitleveren, terwijl sinds 1950 ook diesellocomotieven gebouwd werden.
In 1969 concentreerde het bedrijf zich op andere producten als klimaatbeheersing en machinebouw.
In 1976 werd de laatste locomotief gebouwd.
In 1992, na de Duitse hereniging, werd het bedrijf door de Treuhandanstalt opgeheven.